# Tetragnatha cladognatha
Tetragnatha cladognatha este o specie de păianjeni din genul Tetragnatha, familia Tetragnathidae, descrisă de Bertkau, 1880. Conform Catalogue of Life specia Tetragnatha cladognatha nu are subspecii cunoscute.